# Ліпа (Зомбковицький повіт)
Ліпа (пол. Lipa) — село в Польщі, у гміні Зембіце Зомбковицького повіту Нижньосілезького воєводства.
Населення — 190 осіб (2011).
У 1975-1998 роках село належало до Валбжиського воєводства.

## Історія
Село Липа розташоване на межі передгір’я та Качавських гір. За деякими даними історія цього селища починається принаймні з другої половини XIII століття. Створення поселення, ймовірно, пов’язане з гірничодобувною діяльністю, яка існувала в цьому регіоні до XVI століття. 

## Демографія
Демографічна структура станом на 31 березня 2011 року:
|          | Загалом | Допрацездатний вік | Працездатний вік | Постпрацездатний вік |
| -------- | ------- | ------------------ | ---------------- | -------------------- |
| Чоловіки | 94      | 15                 | 70               | 9                    |
| Жінки    | 96      | 19                 | 52               | 25                   |
| Разом    | 190     | 34                 | 122              | 34                   |